# Gieorgij Pszeniczny
Gieorgij Andriejewicz Pszeniczny, ros. Георгий Андреевич Пшеничный (ur. 19 kwietnia 1903 r. w stanicy Wysiołki w Obwodzie Wojska Kubańskiego, zm. ?) – radziecki wojskowy (major), propagandysta Rosyjskiej Armii Wyzwoleńczej, a następnie komendant szkoły propagandystów ROA w Dabendorfie podczas II wojny światowej, działacz i publicysta antysowiecki w okresie powojennym.

## Życiorys
W 1913 r. ukończył szkołę wiejską w rodzinnej stanicy. Na pocz. lutego 1918 r. wstąpił do armii bolszewickiej. Służył w Wysiołkowskim Czerwonogwardyjskim Pułku Strzeleckim. Dostał się do niewoli, po czym od poł. 1918 r. służył w 2 Oficerskim Pułku Konnym 3 Dywizji Piechoty Armii Ochotniczej gen. Antona I. Denikina. Na pocz. marca 1919 r. zbiegł na stronę bolszewików. Został dowódcą pododdziału w 31 Białozorskim Pułku Kawalerii. Pod koniec października 1923 r. ukończył 1 Zjednoczoną Szkołę Dowódczą im. OCKW, po czym objął w niej dowództwo oddziału szkoleniowego. Od pocz. września 1924 r. dowodził plutonem 27 Pułku Kawalerii. Od końca września 1925 r. pełnił funkcję zastępcy szwadronu karabinów maszynowych pułku. W poł. maja 1926 r. ponownie został dowódcą plutonu. Od pocz. grudnia tego roku był zastępcą dowódcy szwadronu. Od pocz. października 1931 r. stał na czele laboratorium pułku. Na pocz. marca 1933 r. został dowódcą szkoły pułkowej 89 Pułku Kawalerii. Od poł. stycznia 1936 r. w stopniu kapitana pełnił funkcję szefa sztabu 77 Pułku Kawalerii. W poł. maja 1937 r. odszedł do rezerwy, po czym został aresztowany przez NKWD.

### II wojna światowa
W 1939 r. wypuszczono go na wolność. Pod koniec lipca 1940 r. w stopniu majora został szefem sztabu 518 Pułku Strzeleckiego. Latem 1941 r. dostał się do niewoli niemieckiej. Przebywał w różnych obozach jenieckich. W poł. maja 1942 r. wstąpił do Rosyjskiej Armii Wyzwoleńczej (ROA). Po ukończeniu kursów propagandowych w obozie w Wullheide objął funkcję zastępcy wykładowcy. Od lipca tego roku był członkiem Wojskowego Związku Rosyjskich Nacjonalistów w obozie jenieckim w Suwałkach. Od kwietnia 1943 r. służył w szkole propandystów ROA w Dabendorfie pod Berlinem. Uczestniczył jako członek prezydium w 1 Antybolszewickiej Konferencji Jeńców Dowódców i Żołnierzy Armii Czerwonej, którzy wstąpili w Szeregi Rosyjskiego Ruchu Wyzwoleńczego. Od połowy 1943 r. był oficerem propagandowym ROA w obozach jenieckich. Następnie objął dowództwo kompanii szkoleniowej szkoły propagandystów ROA. Od listopada 1944 r. dowodził batalionem szkoleniowym szkoły propagandystów ROA. Następnie został komendantem szkoły. Na początku 1945 r. awansowano go do stopnia podpułkownika. Od poł. kwietnia tego roku przebywał w Marienbadzie w sztabie gen. Wiktora I. Malcewa. 27 kwietnia wraz ze sztabem poddał się Amerykanom. Zbiegł z obozu jenieckiego, ukrywając się. Dzięki temu uniknął repatriacji do ZSRR. Działał w antysowieckich organizacjach rosyjskich. Był autorem licznych artykułów w prasie emigracyjnej. Dalsze jego losy są nieznane.